# Werner Heinrich Rath
Werner Heinrich Rath (* 1950 in Oldenburg) ist ein deutscher Gynäkologe und Geburtshelfer.

## Leben
Werner Heinrich Rath studierte von 1968 bis 1974 Medizin an der Georg-August-Universität Göttingen. Hier wurde er 1975 zum Dr. med. promoviert. Nach seiner Zeit als Stabsarzt bei der Bundeswehr begann er 1977 seine Tätigkeit als wissenschaftlicher Assistent an der Universitäts-Frauenklinik Göttingen, 1982 folgte die Facharztanerkennung, 1986 habilitierte er sich für das Fach Gynäkologie und Geburtshilfe. Von 1987 bis 1994 war Rath Leitender Oberarzt der Universitäts-Frauenklinik Göttingen, 1991 erfolgte die Ernennung zum Professor, 1993 die Ernennung zum C3-Professor auf Zeit.
Von 1994 bis 2008 war er Direktor (C4) der Universitäts-Frauenklinik Aachen. Ab 2008 widmete er sich der Forschung, Lehre und der Fortbildung zunächst an der Medizinischen Fakultät Aachen, ab 2016 an der Medizinischen Fakultät des Universitätsklinikums Schleswig-Holstein, Campus Kiel.
Werner H. Rath war u. a. jahrelanger Chefherausgeber der Zeitschrift für Geburtshilfe und Frauenheilkunde sowie der Zeitschrift für Geburtshilfe und Neonatologie.

## Ehrungen
- 1987 Maternité-Preis der Deutschen Gesellschaft für Perinatale Medizin[1]

## Schriften (Auswahl)
- 940 zitierbare Publikationen (Research Gate 22. März 2018)
- Bücher (Auswahl):
  - Gerhard Martius, Werner Rath: Geburtshilfe und Perinatologie. Thieme Verlag, Stuttgart/ New York 1998, ISBN 3-13-109681-0.
  - Werner Rath, Lothar Heilmann: Gerinnungsstörungen in Gynäkologie und Geburtshilfe. Thieme Verlag, Stuttgart/ New York 1999, ISBN 3-13-117611-3.
  - Lothar Heilmann, Werner Rath: Schwangerschaftshochdruck. Wissenschaftliche Verlagsgesellschaft, Stuttgart 2002, ISBN 3-8047-1832-9.
  - Werner Rath, Klaus Friese: Erkrankungen in der Schwangerschaft. Thieme Verlag, Stuttgart/ New York 2005, ISBN 3-13-136271-5.
  - Werner Rath, Ulrich Gembruch, Stephan Schmidt: Geburtshilfe und Perinatalmedizin. Thieme Verlag, Stuttgart/ New York 2010, ISBN 978-3-13-109682-1.
  - Axel Feige, Werner Rath, Stephan Schmidt: Kreißsaal-Kompendium. Thieme Verlag, Stuttgart/ New York 2013, ISBN 978-3-13-163761-1.
  - Werner Rath, Alexander Strauß: Komplikationen in der Geburtshilfe – aus Fällen lernen. Springer Verlag, Heidelberg 2018, ISBN 978-3-662-53872-2.